# Muaradua (Cikulur)
Muaradua is een bestuurslaag in het regentschap Lebak van de provincie Banten, Indonesië. Muaradua telt 5413 inwoners (volkstelling 2010).